# 8 april
8 april is de 98ste dag van het jaar (99ste in een schrikkeljaar) in de gregoriaanse kalender. Hierna volgen nog 267 dagen tot het einde van het jaar.

## Gebeurtenissen
- Algemeen
  - 1945 - Zutphen is bevrijd door Canadezen; de Canadezenbrug is later naar hen genoemd.
  - 2009 - Somalische piraten kapen een containerschip met aan boord 21 Amerikaanse bemanningsleden. De kaping vindt plaats in de Indische Oceaan op zo'n 500 kilometer van de Somalische kust.
- Gezondheid
  - 2014 - De Wereldgezondheidsorganisatie meldt dat de ebola-epidemie in West-Afrika een van de ergste uitbraken ooit is van het virus. Er zijn al 101 mensen in Guinee aan de ziekte gestorven en tien in buurland Liberia.
- Kunst en cultuur
  - 2023 - De Woutertje Pieterse Prijs voor het mooiste kinderboek wordt toegekend aan Vandaag houd ik mijn spreekbeurt over de anaconda, geschreven door Bibi Dumon Tak en met illustraties van Annemarie van Haeringen. Volgens de jury is het "een boek dat overloopt van de spitse dialogen, kriebelige weetjes en bijtende spot."[1]
- Media
  - 1991 - De hoofdredacteur van het Indonesische weekblad Monitor wordt tot vijf jaar cel veroordeeld wegens belediging van de islam.
- Politiek
  - 217 - Keizer Caracalla wordt na een schrikbewind van zes jaar bij Carrhae tijdens een veldtocht in Parthië door legionairs vermoord. Marcus Opellius Marcrinus, prefect van de pretoriaanse garde, wordt door de Senaat tot keizer uitgeroepen.
  - 632 - Koning Charibert II wordt vermoord in Blaye (Gironde), mogelijk op bevel van zijn halfbroer Dagobert I. Hij voegt Aquitanië en Gascogne toe bij het Frankische Rijk.
  - 1973 - Oprichting van de Noorse conservatief-liberale politieke partij Fremskrittspartiet (FrP).
  - 1990 - De eerste vrije parlementsverkiezingen in Hongarije worden met 165 zetels op 386 gewonnen door het conservatieve Hongaars Democratisch Forum, voor de liberale Alliantie van Vrije Democraten, die 92 zetels haalt. De voormalige communisten, de Hongaarse Socialistische Partij, halen 33 zetels.
  - 1990 - Schrijver Mario Vargas Llosa wint de eerste ronde van de Peruviaanse presidentsverkiezingen.
  - 1990 - De hervormingsgezinde ex-communist Milan Kučan eindigt met circa 44 procent van de stemmen als winnaar in de eerste ronde van de eerste vrije verkiezingen in de Joegoslavische republiek Slovenië.
  - 1992 - Het staatspresidium van Bosnië-Herzegovina kondigt de noodtoestand af. Het parlement is buiten werking gesteld en er wordt uitsluitend met decreten geregeerd.
  - 2015 - Premier Erna Solberg van Noorwegen biedt haar excuses aan voor de manier waarop Roma voor en na de Tweede Wereldoorlog zijn behandeld. Volgens haar is sprake van "een zwarte bladzijde in de geschiedenis" van het Scandinavische land.
  - 2016 - De zoon van de Zuid-Afrikaanse president Jacob Zuma en leden van de Gupta-familie trekken zich terug uit een grote mijn na "een voortdurende politieke aanval", aldus het bedrijf Oakby Resources in een verklaring.
- Recreatie
  - 1984 - Elisa Waut wint de Rock Rally, een wedstrijd die georganiseerd wordt door het Vlaamse tijdschrift Humo.
  - 2006 - In het Disneyland Park te Parijs wordt de attractie Buzz Lightyear Laser Blast geopend.
- Religie
  - 1549 - Paus Paulus III creëert vier nieuwe kardinalen, onder wie de Italiaanse aartsbisschop van Ragusa Giovanni Angelo Medici.
  - 1808 - De Katholieke Kerk in de Verenigde Staten wordt een zelfstandige rooms-katholieke kerkprovincie met Baltimore als aartsbisdom en de nieuwe bisdommen Bardstown, Boston, New York en Philadelphia.
  - 1967 - Benoeming van Jean Hengen tot bisschop-coadjutor met recht van opvolging van Luxemburg.
  - 2005 - Vaticaanstad, uitvaart Paus Johannes Paulus II.
- Sport
  - 1990 - Wielrenner Eddy Planckaert wint de 88e editie van Parijs-Roubaix.
  - 2023 - De Canadese Alison Jackson wint de derde uitvoering van Parijs-Roubaix voor vrouwen. Marianne Vos wordt op de 10e plaats de beste Nederlandse.[2]
- Wetenschap en technologie
  - 1886 - De Duitser Carl Gassner verkrijgt octrooi op de droge zinkbatterij.
  - 1911 - In Leiden ontdekt Heike Kamerlingh Onnes supergeleiding.
  - 1964 - NASA lanceert de eerste, nog onbemande, testvlucht van het Gemini ruimtevaartuig. Doel van de missie is het testen van de structurele integriteit van de bemanningscapsule en van de Titan II GLV draagraket die nog niet eerder gebruikt is.[3]
  - 2009 - Een zilveren microscoop van Antoni van Leeuwenhoek wordt geveild voor 347.708 euro.
  - 2014 - Microsoft stopt met de ondersteuning van Windows XP, waardoor voor computers met dit besturingssysteem grote beveiligingsrisico's ontstaan. Zowel de Nederlandse als de Britse overheid sluit met Microsoft een miljoenendeal om de ondersteuning voor haar computers te verlengen.
  - 2024 - Er treedt een totale zonsverduistering op die waarneembaar is in Mexico, het centrale deel van de Verenigde Staten en het oosten van Canada, maar niet vanuit Nederland en België. Deze verduistering is de 30e in Sarosreeks 139.[4]
  - 2024 - Lancering van een Falcon 9 raket van SpaceX vanaf Kennedy Space Center Lanceercomplex 39 voor de Bandwagon-1 missie met 9 ladingen. Ook aan boord zijn Acadia-4, een satelliet met communicatie- en beeldvormingstechnologie van Capella Space en 425 Project Flight 2, een spionagesatelliet van Zuid-Korea met een elektro-optische infraroodtelescoop.[5]

## Geboren

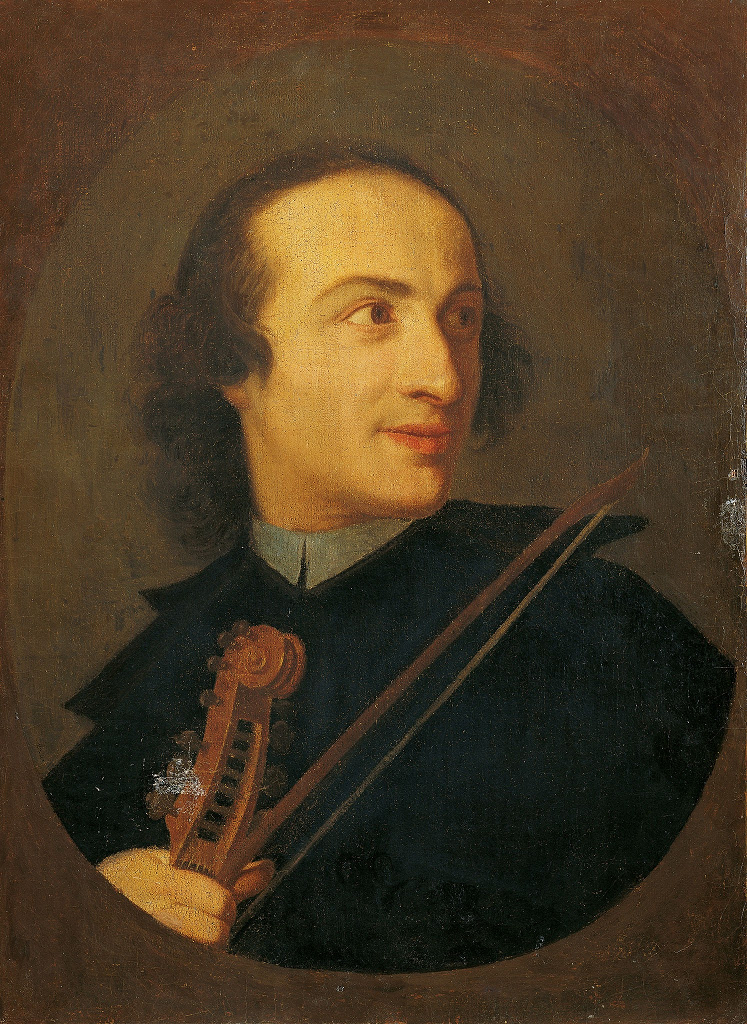
Giuseppe Tartini
geboren in 1692

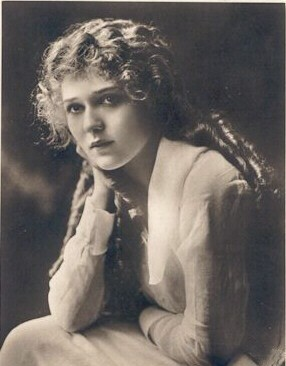
Mary Pickford
geboren in 1892

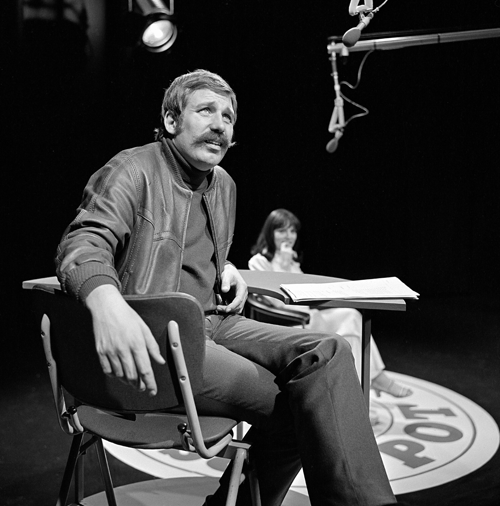
Ted de Braak
geboren in 1935

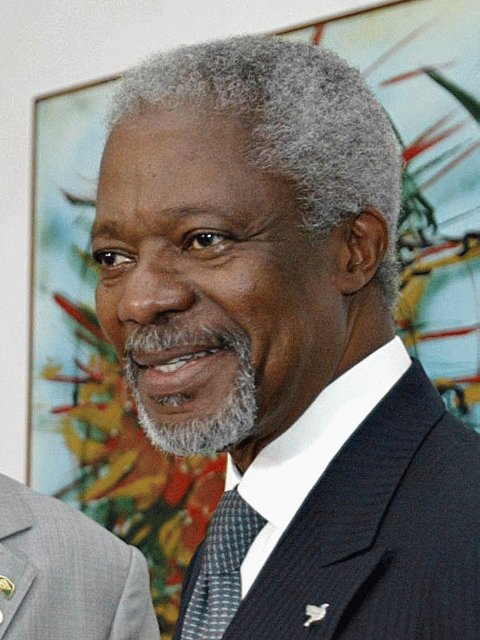
Kofi Annan
geboren in 1938

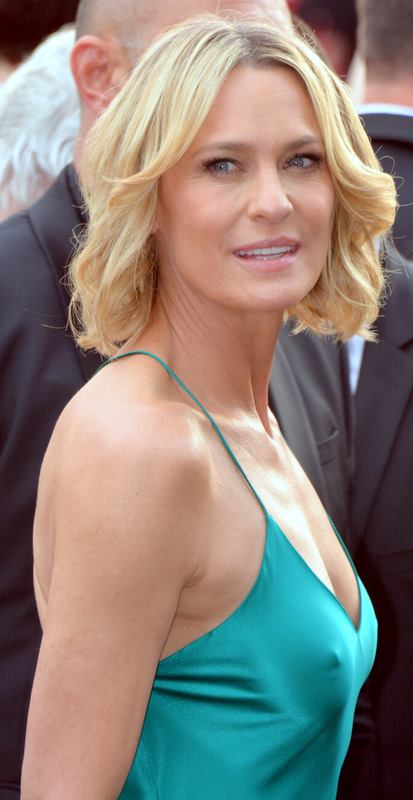
Robin Wright
geboren in 1966

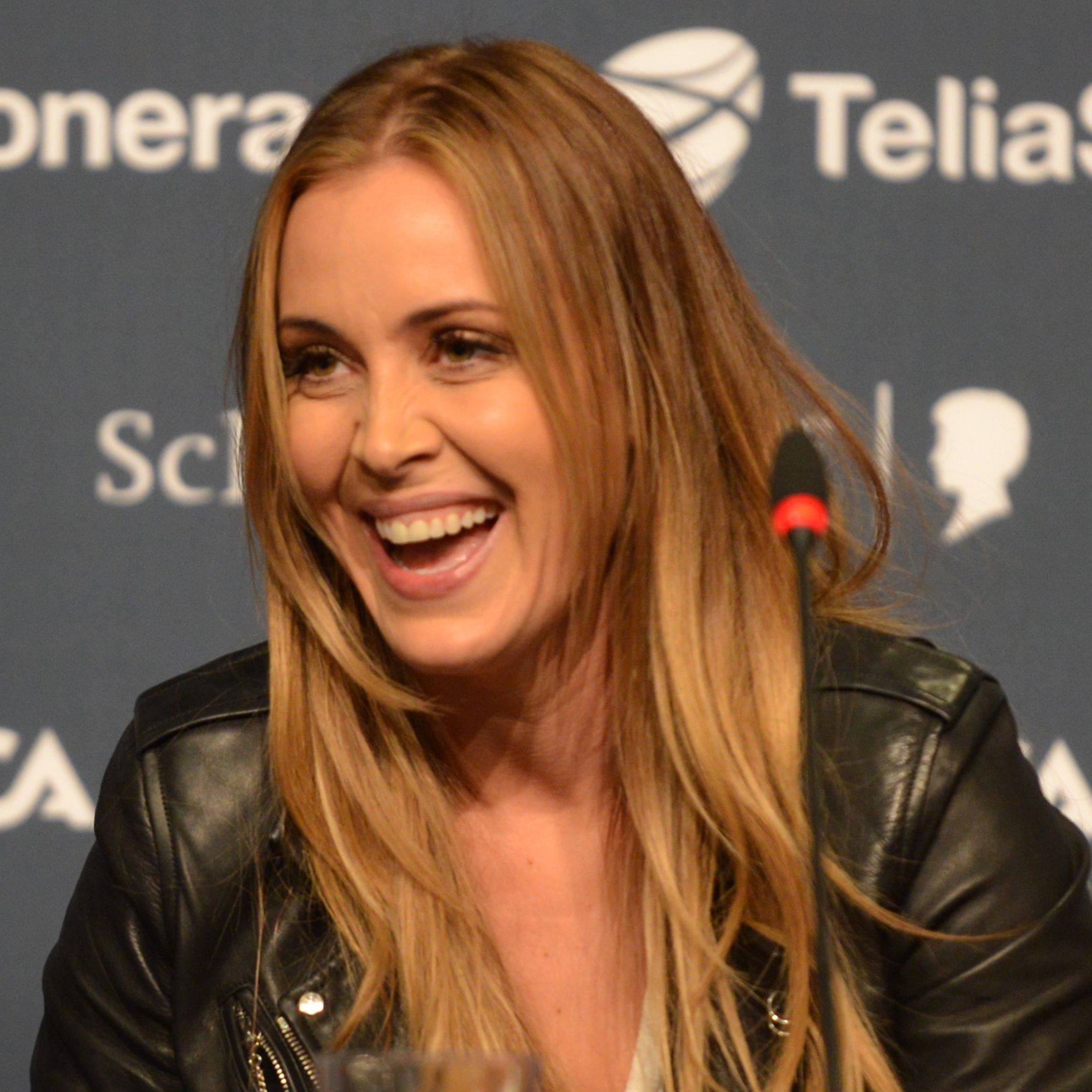
Anouk,
geboren in 1975

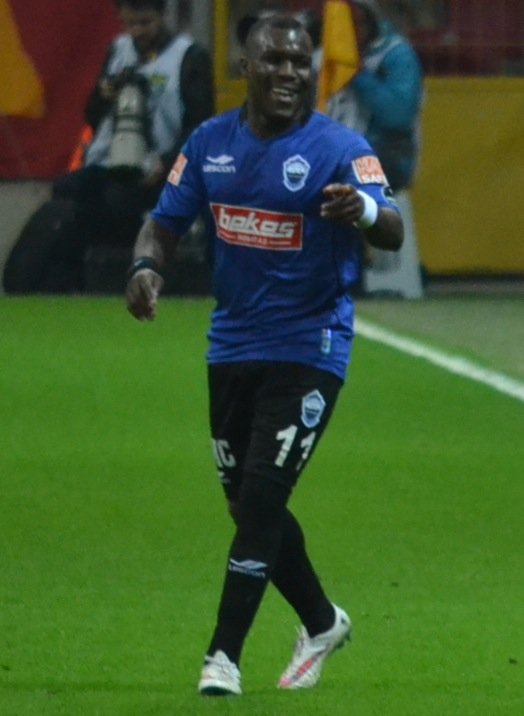
Royston Drenthe,
geboren in 1987

- 563 v.Chr. - Gautama Boeddha, religieus leider (overleden 486 v.Chr.)
- 1320 - Peter I van Portugal, koning van Portugal van 1357 tot 1367 (overleden 1367)
- 1692 - Giuseppe Tartini, Italiaans componist en violist (overleden 1770)
- 1807 - Ann Pouder, Brits-Amerikaans supereeuwelinge (overleden 1917)
- 1818 - Christiaan IX van Denemarken, koning van Denemarken (overleden 1906)
- 1824 - Sophie van Oranje-Nassau, groothertogin van Saksen-Weimar-Eisenach (overleden 1897)
- 1861 - Charles Dankmeijer, Nederlands kunstschilder (overleden 1923)
- 1868 - Federico Caprilli, Italiaans ruiter (overleden 1907)
- 1869 - Harvey Cushing, Amerikaans neurochirurg, beschreef het syndroom van Cushing (overleden 1939)
- 1875 - Koning Albert I van België (overleden 1934)
- 1881 - Jaap Drukker, Nederlands koopman en biljarter (overleden 8 april 1944)
- 1885 - Cornelis Pot, Nederlands uitvinder van Klavarskribo (overleden 1977)
- 1886 - Lily Elsie, Engels actrice en zangeres (overleden 1962)
- 1887 - M.H. du Croo, Nederlands schrijver (overleden 1951)
- 1888 - Johannes Leendert Scherpenisse, Amsterdams stadsfotograaf (overleden 1966)
- 1889 - Hermann Linkenbach, Duits ruiter (overleden 1959)
- 1890 - Hanns Johst, Duits toneelschrijver (overleden 1978)
- 1892 - Mary Pickford, Amerikaans filmactrice (overleden 1979)
- 1893 - Joseph Baeten, Nederlands bisschop van Breda (overleden 1964)
- 1893 - Yip Harburg, Amerikaans songwriter (overleden 1981)
- 1897 - Anton Struik, Nederlands ingenieur (overleden 1945)
- 1898 - Achiel Van Acker, Belgisch politicus (overleden 1975)
- 1901 - Jean Prouvé, Frans architect en ontwerper (overleden 1984)
- 1902 - Josef Krips, Oostenrijks dirigent (overleden 1974)
- 1903 - Wes Beekhuizen, Nederlands schrijver (overleden 1978)
- 1904 - Nicolaas Arie van der Burg, Nederlands verzetsstrijder (overleden 1941)
- 1904 - Yves Congar, Frans kardinaal en theoloog (overleden 1995)
- 1905 - Bernt Evensen, Noors schaatser (overleden 1979)
- 1909 - John Fante, Amerikaans auteur (overleden 1983)
- 1909 - Lucien Vincent, Frans autocoureur (overleden 2001)
- 1911 - Emil Cioran, Roemeens-Frans filosoof (overleden 1995)
- 1912 - Alois Brunner, Oostenrijks oorlogsmisdadiger (waarschijnlijk overleden in 2001)
- 1912 - Jozef Gabčík, Slowaaks verzetsstrijder (overleden 1942)
- 1912 - Sonja Henie, Noors kunstschaatsster en olympisch kampioene (overleden 1969)
- 1912 - Carlos Santos-Viola, Filipijns architect (overleden (1994)
- 1914 - María Félix, Mexicaans actrice (overleden 2002)
- 1914 - Hebe Charlotte Kohlbrugge, Nederlands verzetsstrijder en leek-theoloog (overleden 2016)
- 1917 - Hubertus Ernst, Nederlands bisschop van Breda (overleden 2017)
- 1917 - Potsy Goacher, Amerikaans autocoureur (overleden 1986)
- 1918 - Betty Ford, echtgenote van Amerikaans president Gerald Ford (overleden 2011)
- 1918 - Grethe Meyer, Deens industrieel ontwerper (overleden 2008)
- 1919 - Ian Smith, Rhodesisch politicus (overleden 2007)
- 1921 - Jan Novák, Tsjechisch componist (overleden 1984)
- 1921 - Herman van Raalte, Nederlands voetbaldoelman (overleden 2013)
- 1923 - Ellis Brandon, Nederlands Engelandvaarder (overleden 2024)
- 1923 - Edward Mulhare, Amerikaans acteur (overleden 1997)
- 1924 - Günter Pfitzmann, Duits acteur en cabaretier (overleden 2003)
- 1925 - Tage Henriksen, Deens roeier (overleden 2016)
- 1926 - Jürgen Moltmann, Duits theoloog (overleden 2024)
- 1928 - Lea Rabin, echtgenote van Israëlische premier Yitzhak Rabin en vredesactiviste (overleden 2000)
- 1929 - Jacques Brel, Belgisch zanger en componist (overleden 1978)
- 1931 - Jack Le Goff, Frans ruiter (overleden 2009)
- 1932 - József Antall, Hongaars intellectueel en politicus (overleden 1993)
- 1933 - Bob Garretson, Amerikaans autocoureur (overleden 2025)
- 1934 - Kurokawa Kisho, Japans architect (overleden 2007)
- 1935 - Ted de Braak, Nederlands televisiepresentator en cabaretier
- 1935 - Hans Galjaard, Nederlands medicus en geneticus (overleden 2022)
- 1935 - Minny Luimstra-Albeda, Nederlands politica (overleden 2024)
- 1936 - Klaus Löwitsch, Duits acteur (overleden 2002)
- 1938 - Kofi Annan, Ghanees secretaris-generaal van de Verenigde Naties (overleden 2018)
- 1938 - Karel van Eerd, Nederlands ondernemer; oprichter Jumbo-supermarktketen (overleden 2022)
- 1940 - Mirko Jozić, Kroatisch voetballer en voetbaltrainer
- 1941 - Vivienne Westwood, Brits modeontwerpster (overleden 2022)
- 1942 - Douglas Trumbull, Amerikaans filmproducent en filmregisseur (overleden 2022)
- 1943 - Michael Bennett, Amerikaans theaterdirecteur (overleden 1987)
- 1943 - Eberhard Vogel, Duits voetballer en voetbalcoach
- 1944 - Hywel Bennett, Brits acteur (overleden 2017)
- 1944 - Burny Bos, Nederlands producent, scenario- en kinderboekenschrijver (overleden 2023)
- 1944 - Martin Kers, Nederlands fotograaf
- 1945 - Cyrille Offermans, Nederlands criticus, essayist en publicist
- 1947 - Steve Howe, Amerikaans popgitarist (Yes)
- 1947 - Pascal Lamy, Frans politicus
- 1947 - Leo Linkovesi, Fins schaatser (overleden 2005)
- 1947 - Theo Meijer, Nederlands politicus en bestuurder (overleden 2023)
- 1948 - Walter Planckaert, Belgisch wielrenner
- 1948 - Jan Smit, Nederlands paleontoloog
- 1949 - Vladimir Dolbonosov, Sovjet voetballer (overleden 2014)
- 1950 - Addy van den Krommenacker, Nederlands modeontwerper
- 1950 - Grzegorz Lato, Pools voetballer
- 1950 - Jean-Pierre Pernaut, Frans journalist (overleden 2022)
- 1952 - Gregg Hansford, Australisch motor- en autocoureur (overleden 1995)
- 1955 - Agostino Di Bartolomei, Italiaans voetballer (overleden 1994)
- 1955 - Aleksandre Tsjivadze, Sovjet-Georgisch voetballer en trainer
- 1957 - Dirk de Beuk, Belgisch radio-dj
- 1958 - Maarten Ducrot, Nederlands wielrenner
- 1959 - Ruud Hendriks, Nederlands journalist, presentator en manager
- 1959 - Michael Hübner, Duits baanwielrenner (overleden 2024)
- 1960 - Daniël Dekker, Nederlands radio-dj
- 1960 - Birgit Friedmann, Duits atlete
- 1960 - Greg Iles, Amerikaans schrijver (overleden 2025)
- 1960 - John Schneider, Amerikaans acteur
- 1962 - Massimo De Santis, Italiaans voetbalscheidsrechter
- 1962 - Izzy Stradlin, Amerikaans gitarist (Guns N' Roses)
- 1963 - Julian Lennon, Brits muzikant, zoon van John Lennon
- 1964 - Ari Heikkinen, Fins voetballer
- 1964 - Biz Markie, Amerikaans rapper, dj en producer (overleden 2021)
- 1965 - Vince de Lange, Nederlands atletiekcoach
- 1965 - Remco Pielstroom, Nederlands waterpolospeler
- 1966 - Mark Blundell, Brits autocoureur
- 1966 - Melchor Mauri, Spaans wielrenner
- 1966 - Robin Wright, Amerikaans actrice
- 1967 - Judith Koelemeijer, Nederlands schrijfster en journaliste
- 1967 - Isabel Leybaert, Belgisch actrice
- 1968 - Kenny Larkin, Amerikaans technoproducer
- 1968 - Marcus Sedgwick, Brits schrijver en illustrator (overleden 2022)
- 1969 - Nickie Nicole (Nicholas Carter), Nederlands-Amerikaans travestiet
- 1969 - Dulce Pontes, Portugees zangeres
- 1970 - Hans Somers, Nederlands regisseur
- 1970 - Bruno Stagno Ugarte, Costa Ricaans diplomaat en politicus
- 1971 - Ellen Kuipers, Nederlands hockeyster
- 1972 - Paul Gray, Amerikaans muzikant (Slipknot) (overleden 2010)
- 1972 - Piotr Świerczewski, Pools voetballer
- 1973 - Emma Caulfield, Amerikaans actrice
- 1974 - David Casteu, Frans motorcoureur
- 1975 - Anouk, Nederlands zangeres
- 1975 - Julia Carlsson, Zweeds voetbalster
- 1975 - Oksana Kazakova, Russisch kunstschaatsster
- 1976 - Gabriel Rasch, Noors wielrenner
- 1977 - Svala Björgvinsdóttir, IJslands zangeres
- 1977 - Tomislav Šokota, Kroatisch voetballer
- 1978 - Bernt Haas, Zwitsers voetballer
- 1978 - Dina Haas, Zwitsers fotografe
- 1978 - Mario Pestano, Spaans atleet
- 1978 - Evans Rutto, Keniaans atleet
- 1979 - Alexi Laiho, Fins zanger en gitarist (overleden 2020)
- 1979 - Kati Piri, Nederlands politica
- 1979 - Rune Stordal, Noors schaatser
- 1980 - Manuel Ortega, Oostenrijks zanger
- 1981 - Frédérick Bousquet, Frans zwemmer
- 1981 - Taylor Kitsch, Canadees model en acteur
- 1981 - Hjalte Bo Nørregaard, Deens voetballer
- 1982 - Henry van Loon, Nederlands stand-upcomedian, cabaretier en acteur
- 1982 - Aleksejs Saramotins, Lets wielrenner
- 1983 - Edson Braafheid, Nederlands voetballer
- 1983 - Tatjana Petrova, Russisch atlete
- 1984 - Ezra Koenig, Amerikaans zanger, frontman van Vampire Weekend
- 1985 - Marie Marchand-Arvier, Frans alpineskiester
- 1985 - Yemane Tsegay, Ethiopisch atleet
- 1986 - Liam Scarlett, Brits choreograaf (overleden 2021)
- 1987 - Royston Drenthe, Nederlands voetballer
- 1987 - Peter Hickman, Brits motorcoureur
- 1988 - Marcos Freitas, Portugees tafeltennisser
- 1988 - Riccardo Zoidl, Oostenrijks wielrenner
- 1989 - Montasser AlDe'emeh, Belgisch-Palestijns onderzoeker
- 1989 - Derk Boswijk, Nederlands politicus (CDA)
- 1989 - Luca Pizzini, Italiaans zwemmer
- 1989 - Thomas Schoorel, Nederlands tennisser
- 1989 - Arvis Vilkaste, Lets bobsleeër
- 1990 - Theyab Awana, voetballer uit de Verenigde Arabische Emiraten (overleden 2011)
- 1990 - Magnus Eriksson, Zweeds voetballer
- 1990 - Kim Jong-hyun, Koreaans zanger en songwriter (overleden 2017)
- 1991 - Thom van Beek, Nederlands schaatser
- 1992 - Daniele Garozzo, Italiaans schermer
- 1992 - Sergej Oestjoegov, Russisch langlaufer
- 1992 - Mathew Ryan, Australisch voetballer
- 1993 - Zhou Hang, Chinees freestyleskiër
- 1994 - Dario Šarić, Kroatisch basketballer
- 1994 - Trond Trondsen, Noors wielrenner
- 1996 - Gabriel Cullaigh, Engels wielrenner
- 1996 - Alexander Helgi Sigurðarson, IJslands voetballer
- 1997 - Benaissa Benamar, Nederlands-Marokkaans voetballer
- 1997 - Denzel Budde, Nederlands voetballer
- 1997 - Keira Walsh, Engels voetbalster
- 1998 - Renan Lodi, Braziliaans voetballer
- 1999 - Yade Lauren, Nederlands zangeres
- 2002 - Robert Donaldson, Brits wielrenner
- 2002 - Skai Jackson, Amerikaans actrice
- 2005 - Davide Donati, Italiaans wielrenner
- 2006 - Tom Watson, Engels voetballer

## Overleden

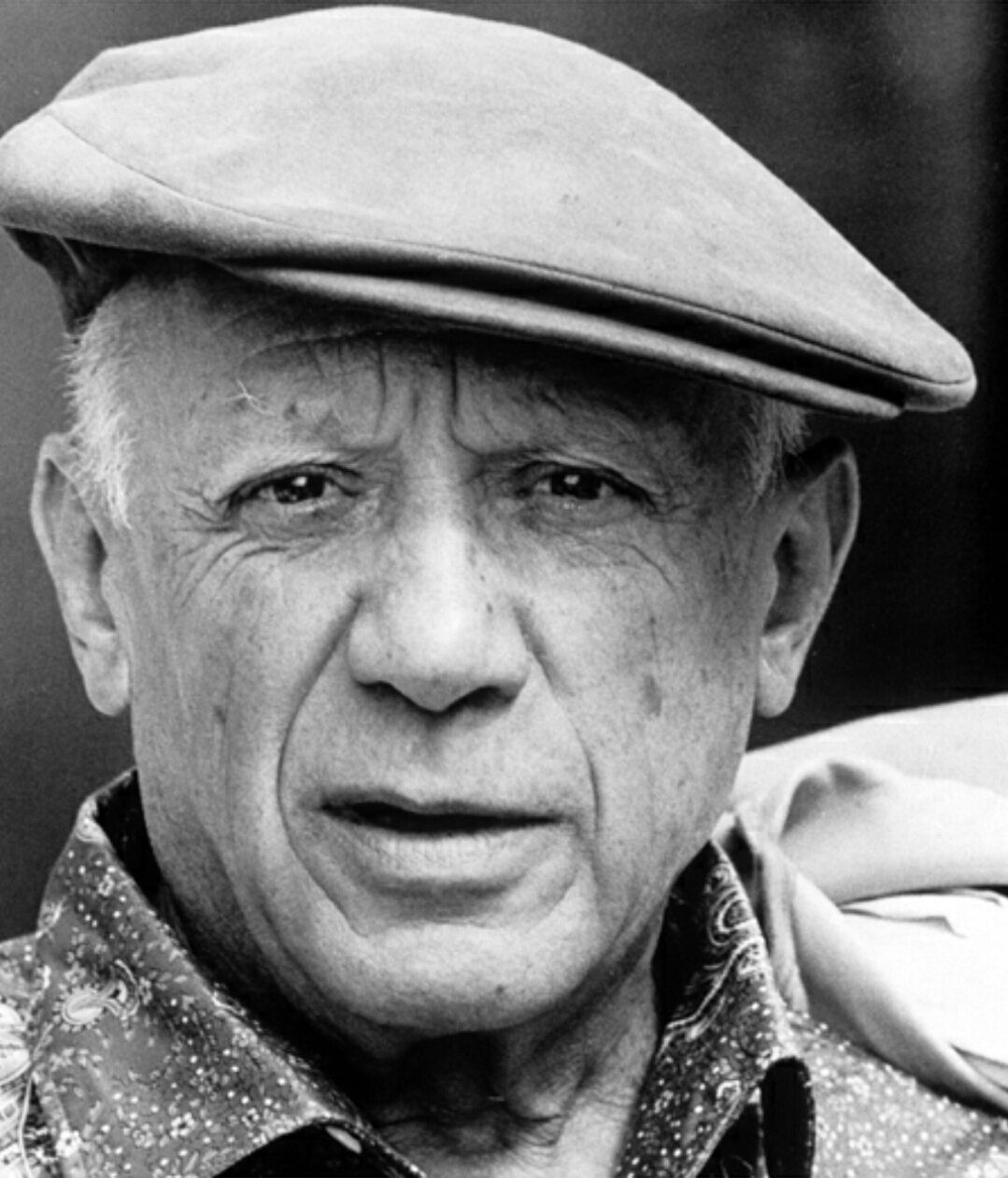
Pablo Picasso,
overleden in 1973

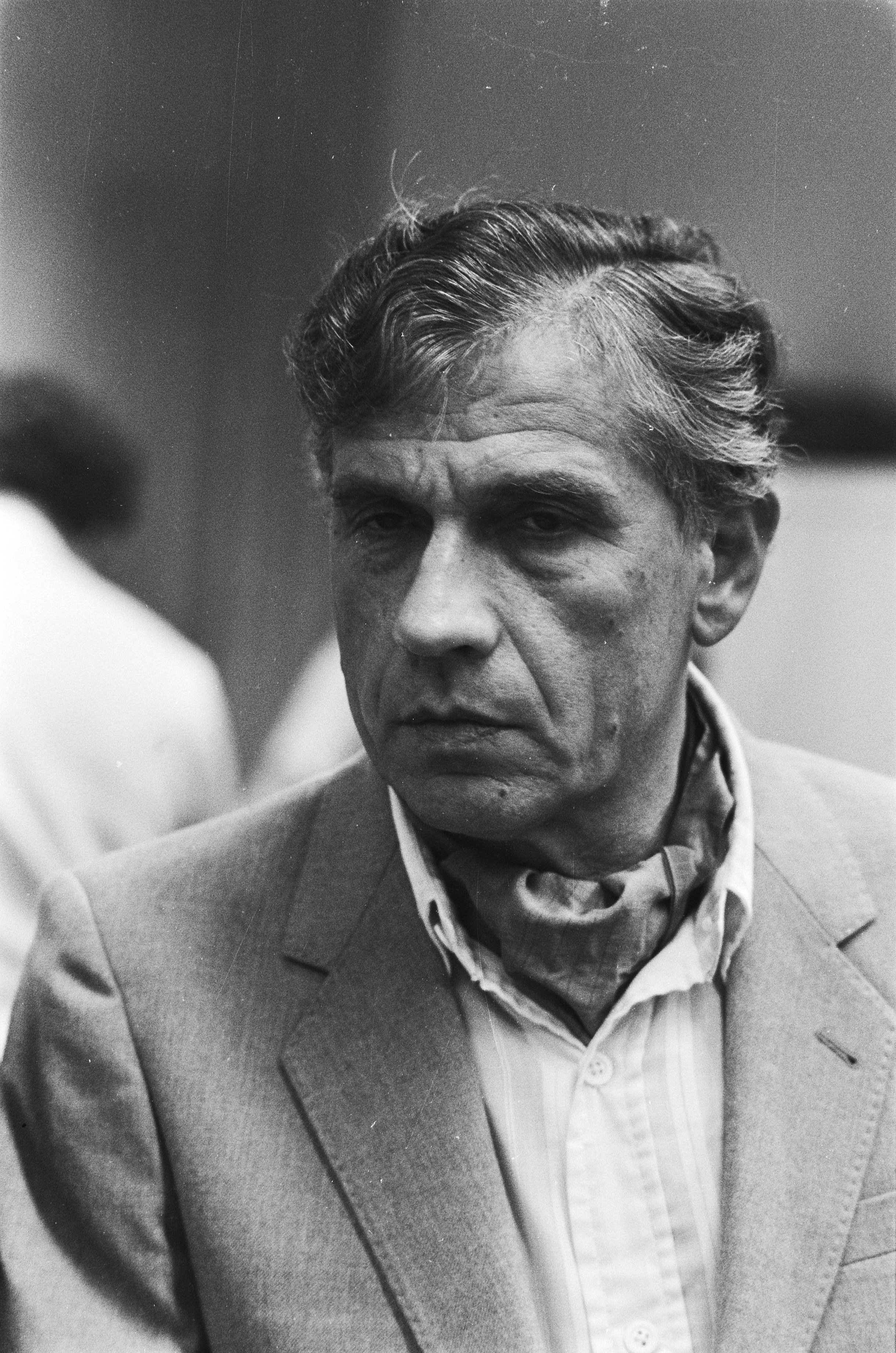
Gerard Reve,
overleden in 2006

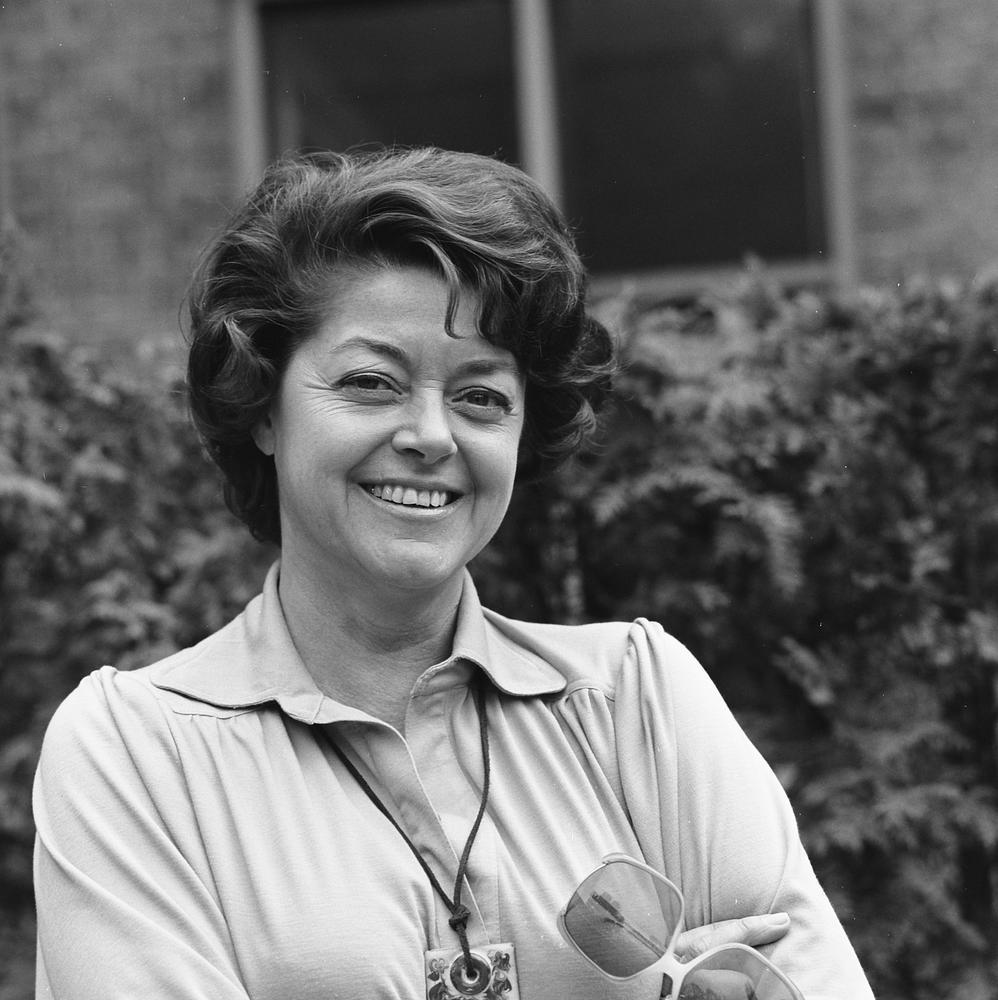
Teddy Scholten,
overleden in 2010

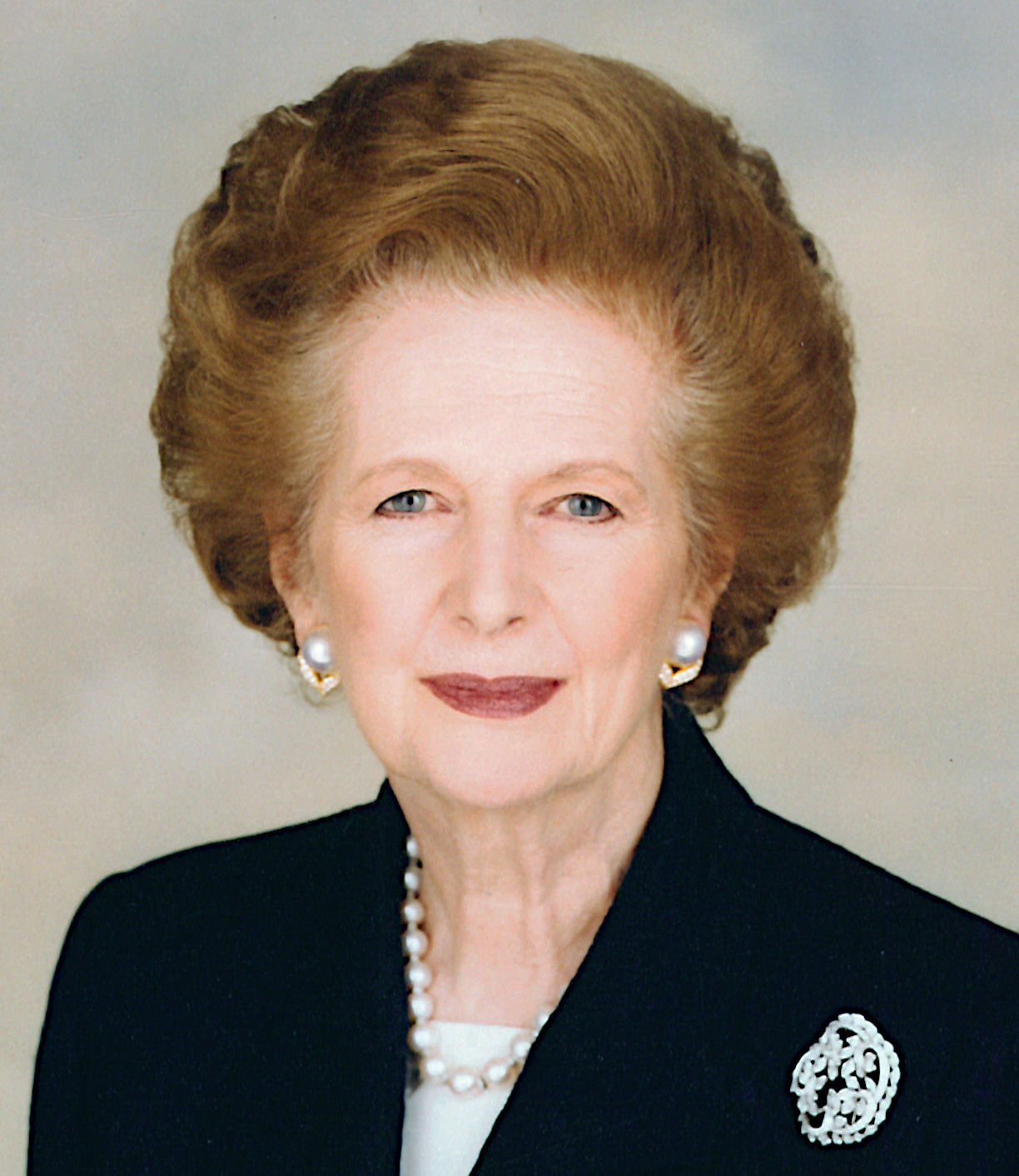
Margaret Thatcher,
overleden in 2013

- 217 - Caracalla (28), Romeins keizer
- 630 - Chlotharius II, Frankisch koning
- 632 - Charibert II, koning van Aquitanië
- 1461 - Georg von Peuerbach (37), Oostenrijks astronoom
- 1492 - Lorenzo de' Medici (43), Italiaans staatsman en heerser over de Florentijnse Republiek
- 1734 - Henriette Charlotte van Nassau-Idstein (40), Duits prinses
- 1835 - Wilhelm von Humboldt (67), Duits wetenschapper en oprichter van de Humboldt Universiteit
- 1843 - Georgiana Molloy (37), Brits pionierster en botanica in West-Australië
- 1848 - Gaetano Donizetti (49), Italiaans operacomponist
- 1853 - Jan Willem Pieneman, (83), Nederlands schilder
- 1861 - Elisha Otis (49), Amerikaans uitvinder van de lift met valbeveiliging
- 1904 - Lorenzo María Guerrero (68), Filipijns kunstschilder en -docent
- 1940 - Jan Frederik Staal (61), Nederlands architect
- 1944 - Frank Knox (70), Amerikaans politicus
- 1945 - Julien Saelens (24), Belgisch atleet
- 1950 - Vaslav Nijinsky (60), Russisch balletdanser
- 1957 - Pedro Segura y Sáenz (76), Spaans kardinaal-aartsbisschop van Sevilla
- 1959 - Antonio Ejercito (62), Filipijns medisch onderzoeker
- 1961 - Raymond Rosier (37), Belgisch atleet
- 1962 - Juan Belmonte (69), Spaans stierenvechter
- 1969 - Zinaida Aksentjeva (68), Oekraïens/Sovjet astronoom en geofysicus
- 1969 - Celly de Rheydt (80), Duitse naaktdanseres
- 1971 - Fritz von Opel (Raketten-Fritz) (71), Duits industrieel en raketpionier
- 1971 - Charles Pahud de Mortanges (74), Nederlands ruiter
- 1973 - Pablo Picasso (91), Spaans kunstschilder
- 1977 - Hans Pulver (74), Zwitsers voetballer en voetbalcoach
- 1980 - Boy Edgar (65), Nederlands jazzmuzikant, medicus en verzetsstrijder
- 1980 - Vera van Haeften (83), Nederlands actrice
- 1981 - Omar Bradley (88), Amerikaans militair leider
- 1984 - Pjotr Kapitsa (89), Russisch natuurkundige en Nobelprijswinnaar (1978)
- 1985 - Boris Kosjevnikov (78), Russisch componist en dirigent
- 1990 - Ryan White (18), Amerikaans activist tegen HIV/aids
- 1992 - Daniel Bovet (85), Italiaans farmacologist en Nobelprijswinnaar (1957)
- 1993 - Marian Anderson (96), Amerikaans zangeres
- 1994 - Nol Wolters (81), Nederlands politiefunctionaris
- 1997 - Laura Nyro (50), Amerikaans zangeres
- 1998 - Manuel van Loggem (82), Nederlands psycholoog en schrijver
- 2001 - Nello Lauredi (76), Frans wielrenner
- 2002 - John Agar (81), Amerikaans militair en acteur
- 2002 - María Félix (88), Mexicaans actrice
- 2004 - Luut Buijsman (79), Nederlands muzikant, gitarist en zanger
- 2005 - Bart de Kemp (45), Nederlands componist
- 2005 - Yoshitaro Nomura (85), Japans filmregisseur
- 2005 - Stano Radič (49), Slowaaks komiek en acteur
- 2006 - Wout van Doleweerd (52), Nederlands artiestenmanager
- 2006 - Gerard (van het) Reve (82), Nederlands schrijver en dichter
- 2007 - Sol LeWitt (78), Amerikaans object- en conceptkunstenaar
- 2009 - Ludo Dierickx (79), Belgisch politicus
- 2009 - Mien Froger (67), Nederlands zangeres
- 2010 - Antony Flew (87), Engels filosoof
- 2010 - Malcolm McLaren (64), Engels muziekproducent en muzikant
- 2010 - Teddy Scholten (83), Nederlands zangeres en presentatrice
- 2011 - Craig Thomas (68), Welsh thrillerauteur
- 2011 - Elena Zuasti (75), Uruguayaans actrice
- 2012 - Bram Bart (49), Nederlands (stem-)acteur (o.a. Bob de Bouwer)
- 2012 - Jack Tramiel (83), Pools-Amerikaans ondernemer (Commodore)
- 2013 - Michail Beketov (55), Russisch journalist
- 2013 - Annette Funicello (70), Amerikaans actrice en zangeres
- 2013 - Sara Montiel (85), Spaans actrice
- 2013 - José Luis Sampedro (96), Spaans schrijver en econoom
- 2013 - Margaret Thatcher (87), Brits politica, premier van het Verenigd Koninkrijk
- 2013 - Yasuhiro Yamada (45), Japans voetballer
- 2014 - Emmanuel III Delly (86), Iraaks patriarch en kardinaal
- 2014 - Karlheinz Deschner (89), Duits letterkundige, schrijver, literatuurcriticus, kerkhistoricus en godsdienstcriticus
- 2014 - James Hellwig (The Ultimate Warrior) (54), Amerikaans professioneel worstelaar
- 2014 - Herbert Schoen (84), Oost-Duits voetballer
- 2014 - Fé Sciarone (91), Nederlands hoorspelactrice
- 2015 - Jean-Claude Turcotte (78), Canadees kardinaal
- 2016 - Julien Hoferlin (49), Belgisch tenniscoach
- 2017 - Georgi Gretsjko (85), Sovjet-Russisch ruimtevaarder
- 2018 - Michael Goolaerts (23), Belgisch wielrenner
- 2018 - André Lerond (87), Frans voetballer
- 2018 - John Miles (74), Brits formule 1-coureur
- 2020 - Dirk van den Broek (96), Nederlands ondernemer
- 2020 - Boško Bursać (74), Bosnisch voetballer en voetbalscout
- 2020 - Elly Coenen-Vaessen (88), Nederlands politicus
- 2020 - Mort Drucker (91), Amerikaans karikaturist en stripkunstenaar
- 2020 - Peter Ecklund (74), Amerikaans jazzmusicus
- 2020 - Norman I. Platnick (68), Amerikaans arachnoloog, hoogleraar en curator
- 2021 - Isla Eckinger (81), Zwitsers jazzmuzikant
- 2021 - Ekkehard Fasser (68), Zwitsers bobsleeër
- 2021 - Conn Findlay (90), Amerikaans roeier en zeiler
- 2021 - Ton van den Hurk (88), Nederlands voetballer
- 2022 - Henri Depireux (78), Belgisch voetballer
- 2022 - Roelof van Driesten (77), Nederlands dirigent en violist
- 2022 - Mimi Reinhardt (107), Oostenrijks secretaris en overlevende van de Holocaust
- 2023 - Bola Ajibola (89), Nigeriaans politicus en rechter
- 2023 - Brecht Dewyspelaere (31), Belgisch volleyballer
- 2023 - Elizabeth Hubbard (89), Amerikaans actrice
- 2023 - Michael Lerner (81), Amerikaans acteur
- 2023 - Kenneth McAlpine (102), Brits Formule 1-coureur
- 2024 - Jaak Gabriëls (80), Belgisch politicus
- 2024 - Peter Higgs (94), Brits natuurkundige en Nobelprijswinnaar
- 2024 - Christiane Scrivener (98), Frans politica
- 2024 - Aleksej Tsatevitsj (34), Russisch wielrenner
- 2024 - Paul Wessels (77), Nederlands politicus
- 2025 - Haílton Corrêa de Arruda (Manga) (87), Braziliaans voetballer
- 2025 - Nicky Katt (54), Amerikaans acteur

## Viering/herdenking
- In het Romeinse Rijk viert men de Megalensia ter ere van Cybele. Het feest duurt van 4 april tot 10 april
- Pasen in 1635, 1640, 1703, 1708, 1787, 1792, 1798, 1849, 1855, 1860, 1917, 1928, 2007, 2012
- Rooms-katholieke kalender:
  - Heilige Dionysius van Alexandrië († 265)
  - Heilige Constance
  - Heilige Julie Billiart van Namen († 1816) - Gedachtenis (in bisdom Namen)
  - Heilige Perpetuus van Tours († 491)

## Weerextremen

### Nederland
| | Officiële records | Officiële records | Officiële records |      | Landelijke records | Landelijke records | Landelijke records |
| Gebeurtenis | Jaar              | Extreem           | Locatie           | Jaar | Extreem            | Locatie            |                    |
| --- | ----------------- | ----------------- | ----------------- | ---- | ------------------ | ------------------ | ------------------ |
| Laagste etmaalgemiddelde temperatuur (°C) | 1905              | 0,4               | De Bilt           |      | 2003               | 0,1                | Twenthe            |
| Hoogste etmaalgemiddelde temperatuur (°C) | 2024              | 15,3              | De Bilt           |      | 2020               | 17,2               | Maastricht         |
| Laagste minimumtemperatuur (°C) | 1905              | −5,1              | De Bilt           |      | 2003               | −7,9               | Twenthe            |
| Hoogste minimumtemperatuur (°C) | 2024              | 11,5              | De Bilt           |      | 2024               | 12,0               | Arcen, Hupsel      |
| Laagste maximumtemperatuur (°C) | 1922              | 4,8               | De Bilt           |      | 1970 1986          | 4,3                | Leeuwarden Eelde   |
| Hoogste maximumtemperatuur (°C) | 2020              | 24,5              | De Bilt           |      | 2020               | 25,5               | Eindhoven          |
| Hoogste uurgemiddelde windsnelheid (m/s) | 1947              | 17,5              | De Bilt           |      | 1912               | 24,2               | Vlissingen         |
| Hoogste windstoot (m/s) | 1959              | 23,7              | De Bilt           |      | 1985               | 26,2               | Valkenburg ZH      |
| Langste zonneschijnduur (uur) | 1909, 1941, 2002  | 12,5              | De Bilt           |      | 1941               | 12,8               | Eelde              |
| Langste neerslagduur (uur) | 1962              | 13,6              | De Bilt           |      | 1962               | 13,6               | De Bilt            |
| Hoogste etmaalsom van de neerslag (mm) | 1962              | 16,8              | De Bilt           |      | 1962               | 21,0               | Vlissingen         |
| Laagste etmaalgemiddelde relatieve vochtigheid (%) | 1909              | 28                | De Bilt           |      | 1909               | 28                 | De Bilt            |
| Laagste uurwaarde luchtdruk op zeeniveau (hPa) | 1959              | 988,8             | De Bilt           |      | 1959               | 985,5              | Leeuwarden         |
| Hoogste uurwaarde luchtdruk op zeeniveau (hPa) | 1945              | 1037,6            | De Bilt           |      | 1945               | 1037,6             | De Bilt            |
| Officiële records worden altijd gemeten op het KNMI-weerstation in De Bilt. Landelijke records kunnen worden gemeten op elk officieel KNMI-weerstation in Nederland. |                   |                   |                   |      |                    |                    |                    |

Uitzonderlijke gebeurtenissen
- 1909 - Officieel maandrecord laagste etmaalgemiddelde relatieve vochtigheid in % van april gemeten in De Bilt: 28
- 1909 - Landelijk maandrecord laagste etmaalgemiddelde relatieve vochtigheid in % van april gemeten in De Bilt: 28. Samen met 28 april 1942
- 1944 - Eerste officiële zachte dag van het jaar (maximumtemperatuur ≥ 15 °C in De Bilt)
- 1950 - Eerste landelijke warme dag van het jaar gemeten in Maastricht (maximumtemperatuur ≥ 20 °C op een officieel weerstation)
- 1963 - Eerste officiële zachte dag van het jaar (maximumtemperatuur ≥ 15 °C in De Bilt)
- 2020 - Eerste landelijke zomerse dag van het jaar gemeten in Arcen, Eindhoven, Gilze-Rijen en Volkel (maximumtemperatuur ≥ 25 °C op een officieel weerstation)

### België
Dagrecords
- 1839 - Laagste etmaalgemiddelde temperatuur 1,5 °C
- 1894 - Hoogste etmaalgemiddelde temperatuur 17,4 °C
- 1864 - Laagste minimumtemperatuur −2,3 °C
- 2018 - Hoogste maximumtemperatuur sinds 1901: 24 °C
- 1886 - Hoogste etmaalsom van de neerslag 20,9 mm

<< · 1 · 2 · 3 · 4 · 5 · 6 · 7 · 8 · 9 · 10 · 11 · 12 · 13 · 14 · 15 · 16 · 17 · 18 · 19 · 20 · 21 · 22 · 23 · 24 · 25 · 26 · 27 · 28 · 29 · 30 · >>